# Giovanni Maironi da Ponte
 (juillet 2025).
Pour les articles homonymes, voir da Ponte.
Giovanni Maironi da Ponte, né le 28 février 1748 à Bergame et mort dans cette même ville le 29 janvier 1833, est un naturaliste italien.

## Biographie
Giovanni Maironi da Ponte naît à Bergame le 28 février 1748. Bien que nommé fort jeune à la place de secrétaire du magistrat de santé, puis de la chambre des confins, il se livre avec ardeur à l'étude des mathématiques et fait dans les montagnes de fréquentes excursions qui développent son goût pour les sciences naturelles, et le décident à se rendre à Pavie pour étudier la minéralogie et la chimie sous le célèbre Spallanzani. Revenu dans sa patrie, il en explore le territoire et publie successivement un grand nombre d'observations et de découvertes. En 1783, il décrit l'espèce de fer de la riche minière de Scalve et Bondione ; deux ans plus tard, il analyse le lignite de Leffe, dans la vallée de Valgandino, et enseigne en même temps les moyens de l'exploiter. C'est à Maironi que l'on doit la découverte de la propriété qu'a l'argile de supporter les métaux en fusion ; depuis lors, on fait avec cette matière des creusets pour servir à la fonte du laiton et même de l'acier. En 1800 Maironi da Ponte est nommé professeur d'histoire naturelle générale au lycée de Bergame, qui vient de s'ouvrir. Pendant les vingt-huit ans qu'il occupe cette chaire, augmente la série des recherches et des observations qui lui valent une place honorable dans l'histoire de la science. Arrivé à l'âge de quatre-vingts ans, dont soixante avaient été consacrés à l'utilité publique, Maironi reçoit de l'empereur d'Autriche des lettres de noblesse, et peu de temps après, avec sa retraite, la grande médaille d'or du mérite civil. Il meurt dans sa ville natale le 29 janvier 1833, âgé de près de 85 ans  .

## Œuvres
- Osservazioni sul dipartimento del Serio, ed aggiunta. Bergame, 1803, 2 vol. in-8° ;
- Sul Barbettino, montagna del dipartimento del Serio, Vérone, 1808, in-8° ;
- Sulla fabbricazione dell'acciaio, Bergame, 1807, in-8° ;
- Dizionario odeporico o sia storico-politico-naturale della provincia Bergamasca, Bergame, 1820, vol. in-8° ;
- Memoria sulla geologia della provincia Bergamasca, Bergame, 1825. in-8°.